# هنري كونور
هنري كونور (بالإنجليزية: Henry Eamonn Connor)‏ هو عالم نبات نيوزلندي، ولد في 1922 في ويلينغتون في نيوزيلندا، وتوفي في 26 يوليو 2016 في كرايستشرش في نيوزيلندا.